# Nepharis doddi
Nepharis doddi is een keversoort uit de familie spitshalskevers (Silvanidae). De wetenschappelijke naam van de soort werd in 1916 gepubliceerd door Arthur Mills Lea.